# Кириенко, Иван Касьянович
Ива́н Касья́нович (Касиа́нович) Кирие́нко  (1881, Киев — 25 мая 1971, Брен-ле-Конт, Бельгия) — генерал-майор, участник русско-японской войны, Первой мировой войны, георгиевский кавалер, активный участник Белого движения на Юге России, один из основателей Добровольческой армии, создатель и первый командир Георгиевского полка, первопоходник. Эмигрант, коллаборационист.

## Биография

### Военная служба
Окончил Киевский кадетский корпус (1899) и Киевское военное училище (1901), откуда выпущен был подпоручиком в 166-й пехотный Ровненский полк. 3 ноября 1905 года был произведен в поручики.
15 июня 1905 года был переведён в 88-й пехотный Петровский полк, в составе которого участвовал в русско-японской войне. 26 июля 1906 года был переведён обратно в 166-й пехотный полк. 8 февраля 1911 года за выслугу лет был произведён в штабс-капитаны.

### Участник Первой мировой войны
С началом войны был назначен командиром роты во второочередной 310-й пехотный Шацкий полк, развёрнутый из кадра 166-го пехотного полка. 23 апреля 1915 года произведён в капитаны, 27 сентября 1915 года — в подполковники, в 19 октября 1916 года — в полковники (все за отличие). 23 января 1917 года за героизм, проявленный в бою 16 августа 1914 года, награждён орденом Святого Георгия 4-й степени.
С 18 марта по 6 апреля 1917 года командовал 311-м пехотным Кременецким полком. С 6 апреля по 6 мая 1917 года командовал 310-м пехотным полком. 6 мая 1917 года зачислен в резерв чинов при штабе Киевского военного округа.
Отрицательно отнесся к Февральской революции. В июле 1917 года ему было поручено формирование в Киеве 1-го запасного Георгиевского полка, которое началось в августе 1917 года. В конце октября 1917 года, после получения известий об октябрьском перевороте в Петрограде полковник Кириенко с двумя десятками солдат и офицеров — георгиевских кавалеров покинул Киев и отправился на Дон.

### Вопрос причастности к основанию Добровольческой армии
Существует мнение, что начало создания Добровольческой армии было положено 6 ноября 1917 года полковником И. К. Кириенко. (генерал Алексеев в это время ещё скрывался в штатской одежде в Новочеркасске и к началу формирования армии не приступил). Кириенко в этот день прибыл в Новочеркасск с 16 офицерами и 10 солдатами сформированного им еще в августе того же года в Киеве 1-го Георгиевского полка и явился к донскому атаману генералу Каледину, от которого получил разрешение формировать первую часть Добровольческой армии под названием Георгиевской роты. Полковник Кириенко вступил в первый бой с большевиками под Нахичеванью-на-Дону уже 21 ноября 1917 года.

### Участник Белого движения
Из солдат киевского Георгиевского полка, которые одиночными группами также перебрались из Киева на Дон полковник Кириенко сформировал батальон числом более 150-ти человек и участвовал с ним в обороне Ростовского района до ухода Добровольческой армии из Ростова 22 февраля 1918 года. 12 февраля 1918 года, по приказу генерала Корнилова, сформированный им Георгиевский полк в качестве 3-го батальона вошел в состав Корниловского полка. Полковник Кириенко не согласился с этим решением и был зачислен в «резерв чинов». Участвовал в Первом и Втором Кубанском походах. Во время Второго Кубанского похода был произведен в генерал-майоры. Занимал административные должности при штабе Добровольческой армии, а затем ВСЮР. С 10 июля 1919 года — исполняющий обязанности коменданта города Харькова. В Русской армии генерала Врангеля — комендант 1-го Армейского корпуса. Эвакуирован в ноябре 1920 года с армией в Галлиполи.

### Эмигрант
После пребывания в Галлиполи, жил в Греции в Салониках. В 1923 году переехал в Королевство СХС. Монархист-легитимист, член Корпуса Императорской Армии и Флота (КИАФ).
В годы Второй мировой войны стал коллаборационистом, сотрудничал с фашистами, служил в рядах Русского корпуса в Югославии.
После войны проживал в Сан-Пауло в Бразилии, где написал книгу воспоминаний «1613 г. От чести и славы к подлости и позору февраля 1917 г.», в которой подверг резкой критике генерала Л. Г. Корнилова и его активное участие в Февральской революции 1917 года. В ответ, в 1965 году объединение чинов Корниловского ударного полка выпустило сборник статей «Ответ на книгу Кириенко» с критикой книги Кириенко и его самого. Затем переехал в Бельгию, где поступил на попечение дома престарелых. Умер 25 мая 1971 года в Брен-ле-Комт в Бельгии на 90-м году жизни.

## Награды
- Орден Св. Станислава 2-й ст. с мечами (ВП 01.1915)
- Орден Св. Владимира 4-й ст. с мечами и бантом (ВП 29.06.1915)
- Георгиевское оружие (ВП 21.11.1915)
- Орден Св. Георгия 4-й ст. (ВП 23.01.1917)
- Орден Св. Владимира 3-й ст. с мечами (ПАФ 08.1917).
- Знак 1-го Кубанского (Ледяного) похода

## Сочинения
- Кириенко И. К. 1613 г. От чести и славы к подлости и позору февраля 1917 г.: воспоминания. Сан-Пауло, Бразилия, 1963. — 216 с. Тираж 500 экз. Читать